# Station Grodziec Mały
Station Grodziec Mały is een spoorwegstation in de Poolse plaats Grodziec Mały.